# Jan Peprla
A.R.D. Jan Peprla (7. prosinec 1920 Ivančice – 15. června 2007) byl český katolický kněz, rektor kněžského semináře v Litoměřicích a osoba pronásledovaná komunistickým režimem.

## Život
Absolvoval litoměřickou Cyrilometodějskou bohosloveckou fakultu a kněžské svěcení přijal v Litoměřicích 24. června 1955. Jako novokněz byl 1. srpna 1955 ustanoven I. vikaristou svatoštěpánské katedrály a od 30. března 1956 zastával službu sekretáře ordinariátu. Zde nad ním vykonával dohled kapitulní vikář Eduard Oliva, tehdy již agent StB s krycím jménem RYTÍŘ. Ke sklonku 50. let 20. století se v litoměřickém kněžském semináři stal úřadujícím vicerektorem. V kněžském semináři tehdy působili jako představení pouze dva duchovní. 
V rámci pronásledování církve komunistickým režimem, neunikl pozornosti StB a 13. listopadu 1959 byl zaregistrován III. odborem Krajské správy Ministerstva vnitra v Ústí nad Labem jako agent s krycím jménem JAN NOVÝ. Jeho zverbování mělo sloužit ke zvýšení kontroly StB jak nad kněžským seminářem, tak i nad Katolickou teologickou fakultou, která byla z Prahy přesunuta do Litoměřic. Jako agent měl věnovat pozornost děkanu fakulty Janu Merellovi, a profesorům Antonínu Salajkovi a Františku Kotalíkovi. Kotalík však byl v té době již také několik let registrovaným agentem StB, která projevila patologickou nedůvěřivost ke svým agentům, jež se projevovala několikerou kontrolou „serióznosti“ i již získaných spolupracovníků. 1. září 1960 byl jmenován rektorem kněžského semináře v Litoměřicích, kde působí šest let. Když byl z funkce z „osobních důvodů“ odvolán, StB na něj totiž několikrát normativně naléhala, aby složil doktorát nebo aby omezil pití, jemuž stále více podléhal, zřejmě pod vlivem tlaku, který na něj byl. Nakonec byl na příkaz biskupa Františka Tomáška, právě díky pokračujícím problémům s alkoholem, odvolán. Následně s ním, vzhledem ke "ztrátě možností", přerušila styky i Stb.
Od 1. září 1966 odchází jako administrátor do Teplic-Šanova. Po čtyřech měsících je však z duchovní správy odvolán. Od 1. března 1970 nastupuje jako administrátor do farnosti Sloup u České Lípy a zároveň spravuje i nedalekou Lindavu a Skalici. Dne 1. dubna 1972 z duchovní správy odchází. Výpomocným duchovním v Teplicích je znovu ustanoven až 15. ledna 1997. V roce 2005 je za svou službu jmenován osobním arciděkanem. 
Na zasloužený odpočinek odchází 1. ledna 2006. Zemřel o slavnosti Božského Srdce Ježíšova v pátek 15. června 2007 posilován svátostmi církve. Poslední rozloučení s ním se konalo v pátek 22. června 2007 ve 14 hodin při mši svaté v děkanském kostele sv. Jana Křtitele na Zámeckém náměstí v Teplicích. Poté byly jeho ostatky uloženy do hrobu na hřbitově v Novosedlicích.